# Girômetro
Girômetro (português brasileiro) ou girómetro (português europeu) ou giroscópio de medição é um instrumento destinado a medir movimentos de rotação, ou, melhor definindo, taxas de variação de ângulo, ou ainda velocidade angular. Um giroscópio ou um sensor de rotações a laser são exemplos de girômetros.
Um tipo simples é girômetro de líquido. É constituído por um tubo de vidro orientado verticalmente ligado a braços cheios com um líquido (por exemplo, o mercúrio) e montado sobre um eixo vertical. Quando o instrumento gira em seu eixo de rotação, o fluido é pressionado no sentido externo da rotação (pela pseudoforça centrífuga e sobe ao longo das hastes externas. O nível do líquido pode ser lido e será relacionado em sua altura à velocidade de rotação do equipamento. Por este princípio de funcionamento, esta construção de um girômetro pode defini-lo como sendo um manômetro.

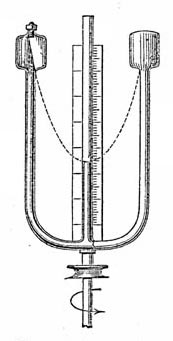
Girômetro de Brown (1880).

O anemômetro líquido de Gradenwitz é um girômetro, que é forma um conjunto com um anemômetro para medir a velocidade do vento.
Girômetros de extrema sensibilidade e precisão podem ser construídos usando como fluido o isótopo hélio-3 resfriado até se comportar como superfluido, e tubos capilares.